# Filial
Una filial d'una companyia, empresa, corporació o societat de responsabilitat és una entitat controlada per una altra entitat anomenada matriu, holding o parent company (literalment companyia mare o pare).
La raó d'aquesta distinció és que una companyia per si sola no pot ser filial d'una organització. Només una entitat representant una ficció legal com una entitat separada pot ser una filial. Si ben els individus tenen la capacitat per actuar per la seva pròpia iniciativa, una entitat de negocis només pot actuar a través dels seus directors, oficials i empleats.
És molt utilitzada per implantar-se en nous mercats, on l'empresa mare encara no desenvolupa la seva activitat.
Una filial és una companyia de mercat creada segons les normes de l'estat on s'estableix amb aportació de capital(diners) per part d'una altra empresa, que és qui posseeix un percentatge d'accions majoritari i, per tant exerceix el control. Les filials tenen personalitat jurídica pròpia, que es independiza de la matriu.
Una filial també pot tenir filials, i poden tenir filials pròpis(com si fora una cadena). Una companyia mare i totes les seves filials són denominades un grup, encara que aquest terme també pot aplicar-se a empreses que cooperen i a les seves filials amb variats graus de propietat compartida. Quan la filial no està compartida per dues o més empreses, es denomina «wholly owned» (totalment controlada).
L'empresa filial només pot actuar seguint les directrius marcades pels responsables del seu holding, si bé a l'efecte de regulació i pagament d'impostos són considerades entitats independents de l'empresa matriu.
Les filials són entitats separades, diferents legalment per a propòsits d'impostos i regulació. Per aquesta raó difereixen de les divisions, les quals són negocis totalment integrats dins de la companyia principal, i no legalment o d'una altra manera diferents d'ella.
En contrast, una empresa filial inoperativa existiria en el paper solament (és a dir acció, els enllaços, els articles de la incorporació) i utilitzaria l'acció de la identitat de l'Holding.

## Raons per les quals una companyia té filials
- Organització: un conglomerat massa gran pot ser difícil de gestionar mitjançant una empresa única. Comptar amb filials permet encapsular els diferents negocis amb major facilitat.

- Risc: molts negocis utilitzen filials per prevenir el risc. És utilitzada en el cas que la companyia mare estigui en risc i la companyia filial prengui la responsabilitat de la companyia mare.

- Adquisició: quan una companyia adquireix a una altra, la companyia adquirida es flama filial de la companyia que la va adquirir. Per punt, és més fàcil vendre part d'una empresa a una altra quan l'empresa a vendre és legalment una empresa filial.

- Regulació: la llei pot requerir a una companyia amb certes activitats a través d'una entitat diferent. Els exemples inclouen activitats bancàries o l'operació de serveis tals com a electricitat o telecomunicacions. Com les filials són entitats legals diferents, aquestes asseguren l'accés complet dels resultats financers d'aquests negocis i les aïllen de les altres activitats del seu grup.

- Territoris: un grup, particularment un multinacional, crea filials en moltes jurisdiccions per prevenir la confusió dels seus clients.

- Impostos: els impostos encara es condueixen en gran part en línies nacionals. Els negocis multinacionals poden per tant establir filials en cada jurisdicció per reunir totes les seves activitats en aquesta jurisdicció.

- Financer: Diversificar la inversió de tal manera que si presenten problemes en una d'elles les altres podrien quedar en lloc segur, així també es distribueix als empleats amb la finalitat de controlar i evitar que es formin sindicats molt grans.

## Control
La paraula «control» usat en la definició de «filial» es pren generalment per incloure control pràctic i teòric. Així, la referència a un cos que «controli la composició» de l'òrgan d'administració d'un altre cos sigui una referència al control en principi, mentre que la referència a ser pot tirar més que la meitat dels vots en una reunió general, si legalment és executori o no, refereix a energia teòrica. El fet que una companyia té un holding menor del 51 % és perquè els holdings d'unes altres es dispersen extensament, dona control eficaç no és bastant per donar aquesta companyia el «control» amb la finalitat de determinar si és una filial.

## Fiscalitat d'una filial
En matèria de fiscalitat, una filial es regeix per les lleis del país on resideix; en aquest àmbit, les filials que operen a Espanya estan sotmeses a l'impost de societats, amb els beneficis propis per a empreses petites. Ara bé, quan la filial reparteixi dividends als socis, que seran societats estrangeres, es tractarà de dividends obtinguts per societats no residents, que hauran de pagar impostos amb caràcter general via retenció.